# HD 109246
HD 109246はりゅう座にある恒星の1つである。視等級は8.77のため肉眼で見つけるのはほぼ無理である。スペクトル分類ではG型主系列星であり、スペクトル分類のほか質量、半径、絶対等級なども太陽ととても類似している。
| 太陽 | HD 109246 |
| ---- | --------- |
| 太陽 | Exoplanet |

## 惑星系
2010年にHD 109246の周囲を公転している惑星が発見された。この惑星は木星の約0.8倍程の質量を持ち、恒星から約0.33au離れたところを公転している。
| 名称 （恒星に近い順） | 質量           | 軌道長半径 （天文単位） | 公転周期 (日) | 軌道離心率 | 軌道傾斜角 | 半径 |
| --------------------- | -------------- | ----------------------- | ------------- | ---------- | ---------- | ---- |
| b (Fold)              | 0.77 ± 0.09 MJ | 0.33 ± 0.08             | 68.27 ± 0.13  | —          | —          | —    |

## 名称
2019年、世界中の全ての国または地域に1つの系外惑星系を命名する機会を提供する「IAU100 Name ExoWorldsプロジェクト」において、HD 109246はアイスランド共和国に割り当てられる系外惑星系となった。このプロジェクトは、「国際天文学連合100周年事業」の一環として計画されたイベントの1つで、アイスランド国内での選考、国際天文学連合 (IAU) への提案を経て太陽系外惑星とその主星に固有名が承認されるものであった。2019年12月17日、IAUから最終結果が公表され、HD 109246はFuni、HD 109246 bはFoldと命名された。これらは、古いアイスランド語で恒星とその惑星を象徴する自然のエレメントと力に関する言葉に由来しており、Fuini は火または炎を意味する言葉に、Fold は大地または土壌を意味する言葉に、それぞれちなんで名付けられている。